# Miso

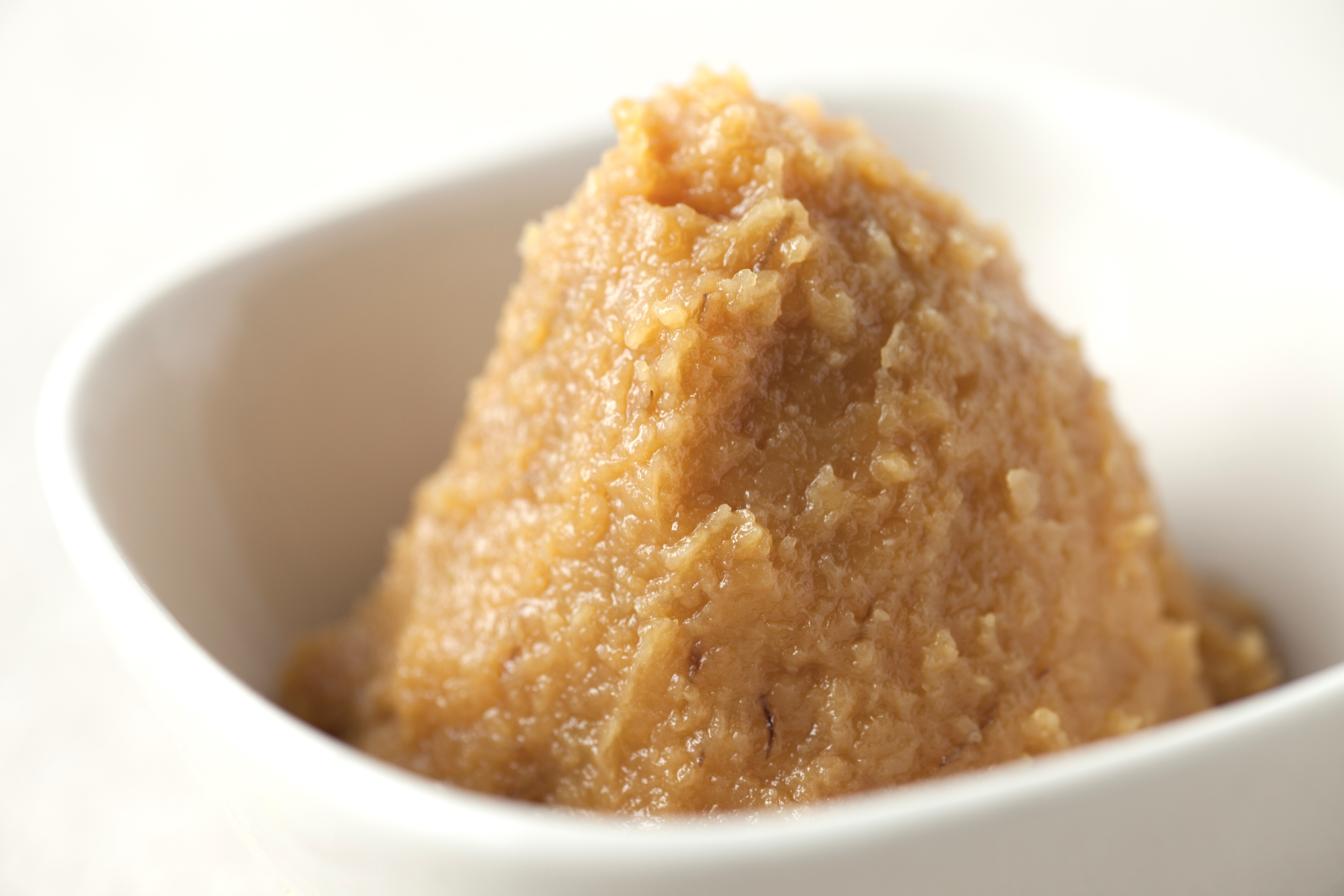
Weißes Miso (Shiro-miso)

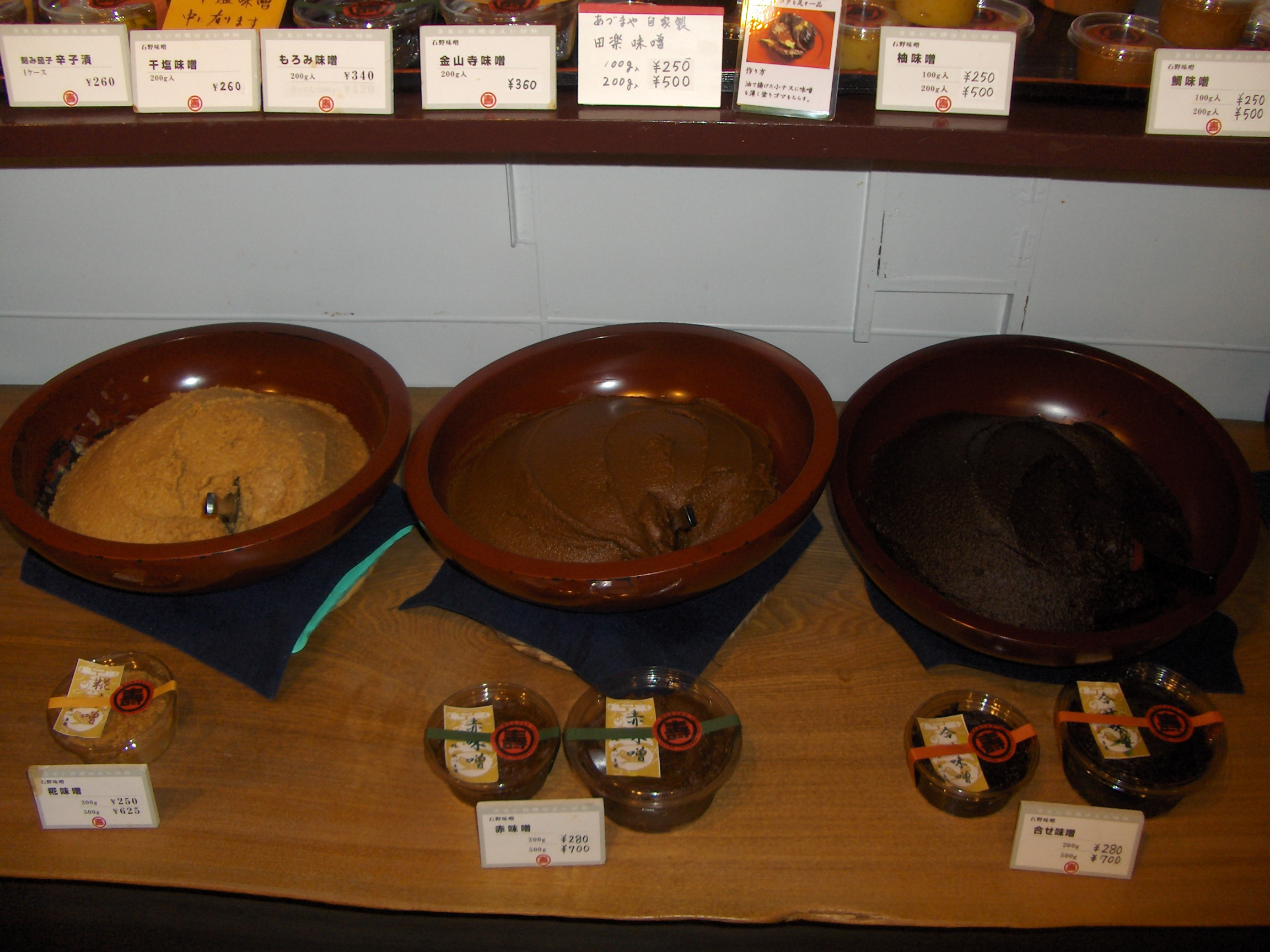
Kōji-Miso (jap. 糀味噌, links), rotes Miso (赤味噌, Mitte), gemischtes Miso (合せ味噌, rechts)

Miso (japanisch みそ, Kanji 味噌, deutsch etwa ‚Quelle allen Geschmacks‘) ist eine ursprünglich japanische Paste, die hauptsächlich aus Sojabohnen mit veränderlichen Anteilen von Reis, Gerste, anderem Getreide oder Pseudogetreide, bestimmten Mikroorganismen und Speisesalz besteht. Miso ist wesentlicher Bestandteil der japanischen Küche und dient in vielen traditionellen Gerichten wie der Misosuppe als Zutat. Es wird pur als Dip sowie vermischt als Saucenbasis, in Marinaden und Aufstrichen verwendet.

## Eigenschaften
Miso ist eine fermentierte Paste aus einer Salzlake und gedämpftem oder gekochtem Sojabohnenschrot sowie eventuellen Zusätzen von Getreide. Es hat einen starken Geschmack und einen schwachen Geruch. In China wird Miso chiang, in Korea jiang, in Thailand und Indonesien taucho und in Malaysia taucheo genannt.

### Einteilung nach Zutaten
In Japan wird Miso durch den Japanese Agricultural Standard (JAS 0022) von 2022 und vom Ministry of Agriculture, Forestry and Fisheries (MLIT 659) nach den Zutaten eingeteilt. Ausgehend von den Grundbestandteilen kann Miso in folgende Sorten getrennt werden:
- Mame-miso (豆味噌), Hatchō-miso (八丁味噌), Tamari-miso, die nur aus Sojabohnen bestehen (einschließlich des Kōji)
- Kome-miso (米味噌), Saikyō-miso (西京味噌), die aus Sojabohnen und Reis bestehen, Genmai-miso (玄米味噌) mit Naturreis
- Mugi-miso (麦味噌), das aus Sojabohnen und Gerste besteht (Karakuchi, Amakuchi)

Es gibt Miso aus Buchweizen (Soba-miso 蕎麦味噌), aus Weizen und Roggen (Tsubu-miso 粒), braunem Reis (Genmai-miso, 玄米), Hirse, Hanfsamen (Taima-miso 大麻味噌), Palmfarnen (Nari-miso 蘇鉄), Quinoa, Amarant, Mais, Kichererbsen, Adzukibohnen, Japanischen Sagopalmfarn-Samen oder Hochlandgerste (Hadakamugi-miso 裸麦味噌). Die meisten Arten von Getreide enthält das „Fünf-Getreide-Miso“ Gokoku-miso (五穀味噌). Sotetsu-miso 蘇鉄味噌 besteht aus Sojabohnen, braunem Reis und Sagopalmfarn. Goto-miso (五斗味噌 ‚Fünf-To-Miso‘) besteht aus gleichen Teilen von fünf Zutaten: gekochte Sojabohnen, Reis-Kōji, Sake-Trester, Salz und Zucker, die nur 10 Tage fermentiert werden. Awase-miso (合わせ味噌 ‚gemischtes Miso‘) ist eine Mischung verschiedener Miso-Sorten. Hatchō-miso (八丁味噌 ‚Straße-8-Miso‘) ist das dunkelste Miso und kommt ursprünglich aus der Achten Straße in Okazaki. Es hat den höchsten Anteil an Proteinen und den geringsten Anteil an Kohlenhydraten unter allen Misosorten, einen leicht adstringenten Geschmackston und besteht ausschließlich aus Sojabohnen-Kōji mit Salz, das mit 16–24 Monaten am längsten fermentiert wurde. Weil in Japan bei Miso jedes angebrochene Kalenderjahr gezählt wird, existiert auch die Bezeichnung Drei-Jahres-Miso.

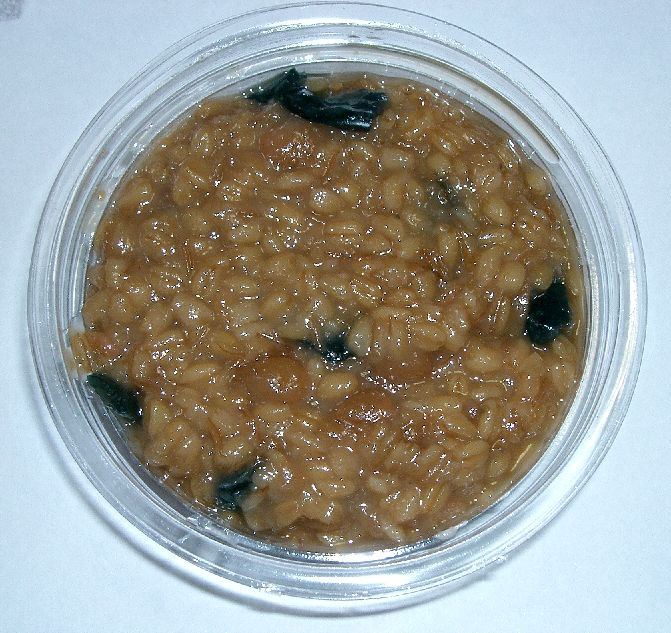
Kinzanji-Miso mit Aubergine

Darüber hinaus gibt es in Japan verschiedene, kommerziell erhältliche Mischungen von Miso mit mitfermentierten Gemüsen und anderen Zutaten wie Zuckersirup (Mizuame), die als Name-miso (なめ味噌, auch 舐め味噌 deutsch ‚Fingerabschlecken-Miso‘, englisch finger licking miso) bezeichnet werden. Name-miso sind vergleichsweise süß und enthalten ein Kōji (75 %) aus Weizen oder Gerste sowie ganze Sojabohnen (15 %), feingehacktes Salzgemüse und Gewürze (10 %), die gemeinsam fermentiert werden. Sie sind aufgrund des Stärkeanteils und teilweise Zuckerzugabe meist süßer, haben eine kürzere Haltbarkeit und werden als Beilage oder kalte Sauce verwendet. Selten werden sie in Gerichten erhitzt (z. B. Dengaku) und nie in Suppen verwendet. Kinzanji-miso (金山寺味噌 ‚Miso nach Art des Kinzanji-Tempels‘) enthält ein Kōji aus Sojabohnen und Gerste, gesalzene Uri-Melone, gesalzene Aubergine, Klettenwurzel, Kombu, Ingwer und gelegentlich weitere Zutaten. Varianten des Kinzanji-misos sind Sakura-miso (dunkelrot, mit Gersten-Kōji, Mizuame und Zucker), Shiina-miso, Hamana-miso (mit Sojabohnen, Aubergine, Ingwer und Kōji aus Reis mit Weizen oder Gerste) und Katsuo-miso (mit rohem Bonito). Neri-miso (練り味噌 deutsch ‚glänzendes Miso‘, englisch Sweet simmered miso) ist Miso mit Wasser oder Dashi, Honig oder Zucker, gehackten Nüssen oder Gemüsen oder Meeresfrüchten, evtl. mit Gewürzen und Sake, das bis zur Gleichförmigkeit auf niedriger Temperatur eingekocht wurde. Varianten des Neri-misos mit Erdnuss, Walnuss oder Yuzu sind in Japan kommerziell erhältlich. Auch gibt es Moromi-miso (もろみ味噌): Moromi ist die Maische, aus der Sojasauce (Shoyu) gemacht wird. Heute wird Moromi-miso meist mit Aubergine, Salatgurke und Ingwer gemischt fermentiert. Aus Moromi wird auch Hishio mit gesalzener Uri-Melone, gesalzener Aubergine und Ingwer hergestellt, das 20–60 Tage fermentiert wird. Nattō-miso (納豆味噌) enthält Gerstenmalz oder Mizuame, Gersten-Kōji, ganze Sojabohnen und Ingwer und ähnelt optisch Nattō (ist aber nicht enthalten).

### Einteilung nach Farbe
Die Farben des Misos reichen von beige bei weißem Miso bis dunkelrotbraun bei Hatchō-miso. Die Färbung entsteht durch unterschiedlich starke nichtenzymatische Bräunung bei der Fermentation durch die Maillard-Reaktion. Je höher der Proteinanteil, die Temperatur und je länger die Fermentationsdauer, desto dunkler die Farbe. Miso lässt sich auch grob nach Farbe einteilen: rot – Aka-miso (赤味噌 ‚rotes Miso‘), weiß – Shiro-miso (白味噌 ‚weißes Miso‘), gelb – Shinshū-miso (信州味噌 ‚Miso aus Shinshū, sinngemäß ein gelbes Miso‘; länger fermentiert als weißes Miso), Inaka-miso (田舎味噌, sinngemäß ein rotes Miso) und schwarz – Kuro-miso (黒味噌 ‚schwarzes Miso‘).
Weißes Miso hat einen höheren Anteil an Getreide und ist durch die daraus freigesetzte Glucose süßer. Bekannte weiße Misosorten sind Shinshū-miso, Akita-miso, und Saikyō-miso. Rotes Miso hat meist eine längere Fermentationsdauer und zur Vermeidung von Fehlfermentationen einen höheren Salzgehalt. Es gibt jedoch auch rote Misosorten, die zwar kürzer und daher mit weniger Salz, aber bei höherer Temperatur fermentiert werden und dadurch dunkeln (wie süßes Edo-miso). Rotes Miso wurde traditionell in der Tohoku-Region aus Reis und Sojabohnen und in der Chūkyō-Region aus Sojabohnen hergestellt. Bekannte rote Misosorten sind Tsugaru-miso, Echigo-miso, Sado-miso und Sendai-miso.

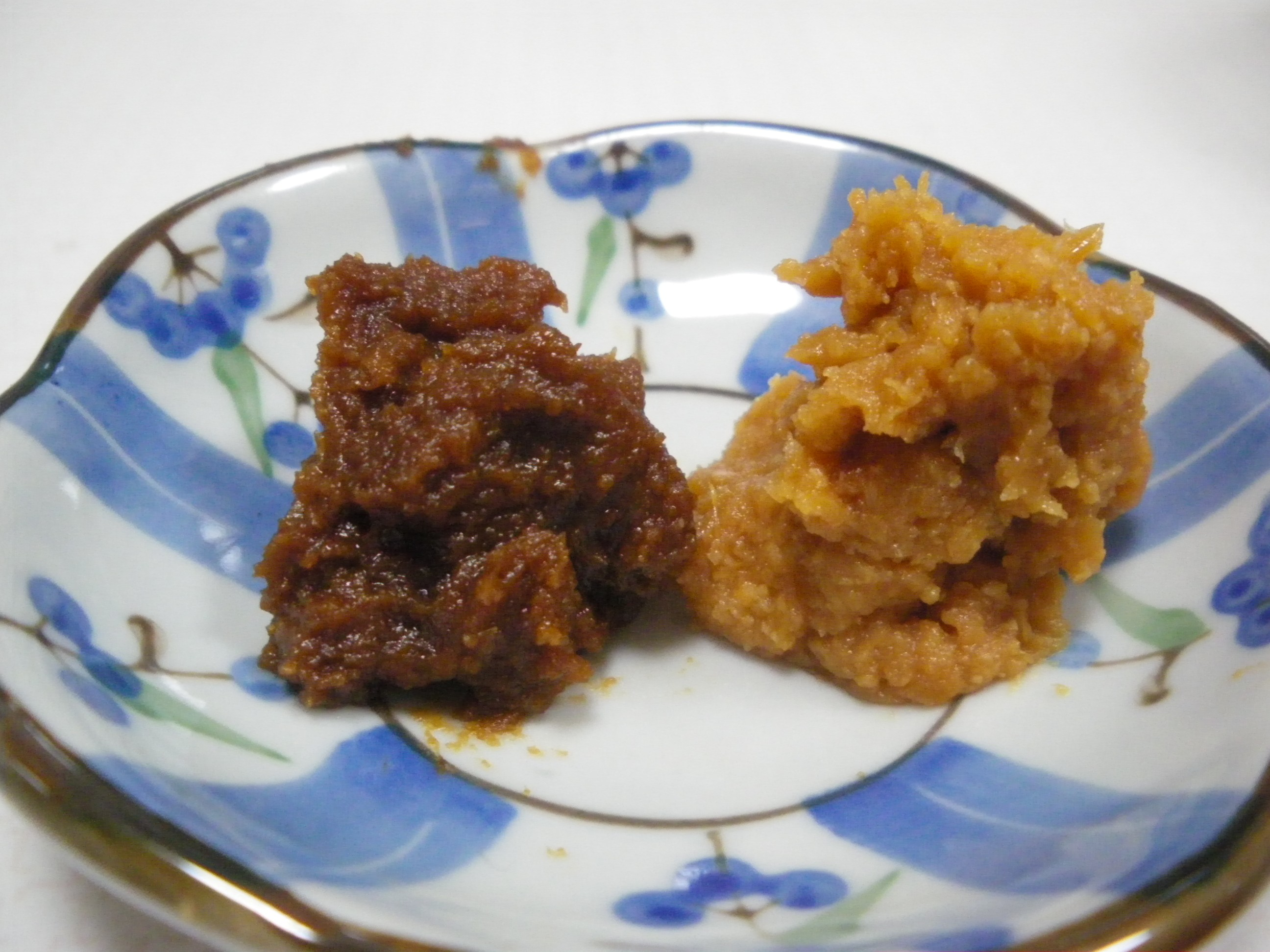
Süßes Edo-miso und Shinshū-miso
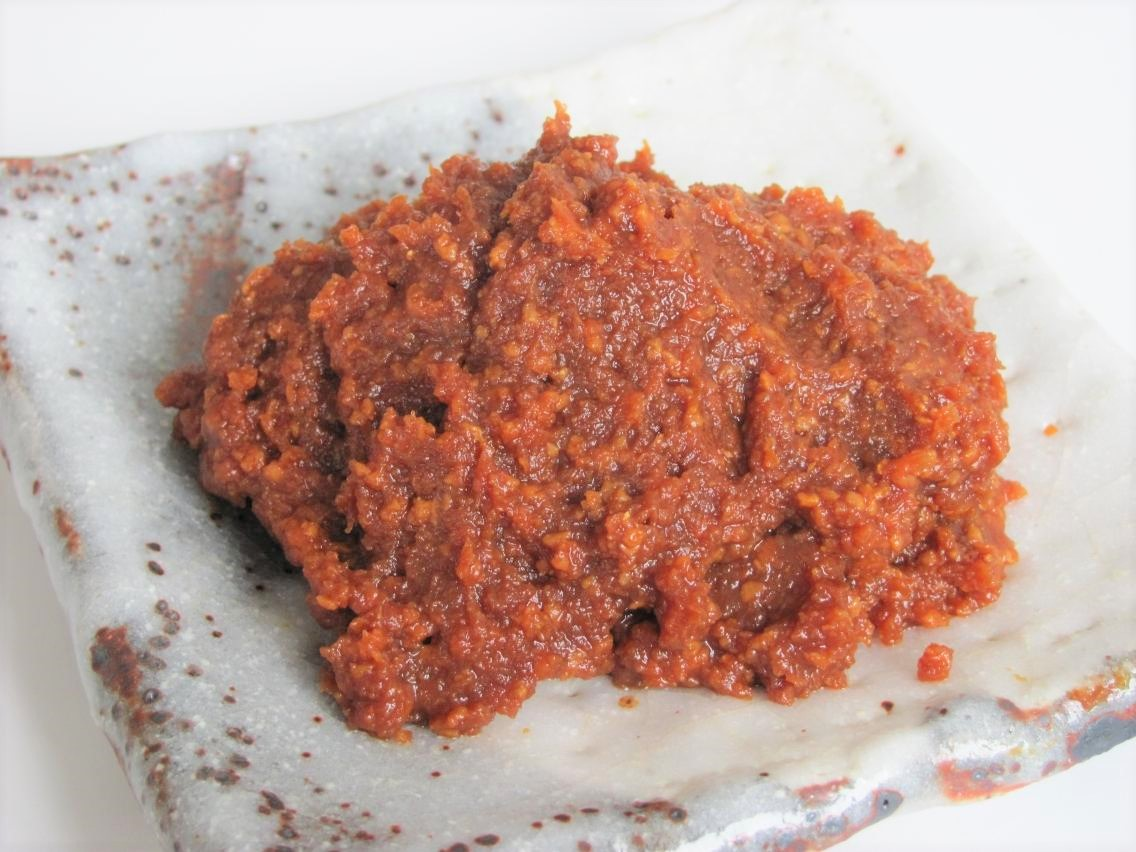
Rotes Miso
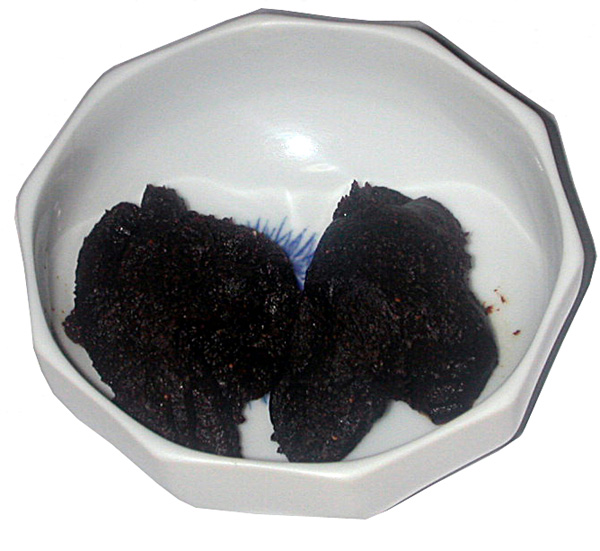
Hatchō-miso
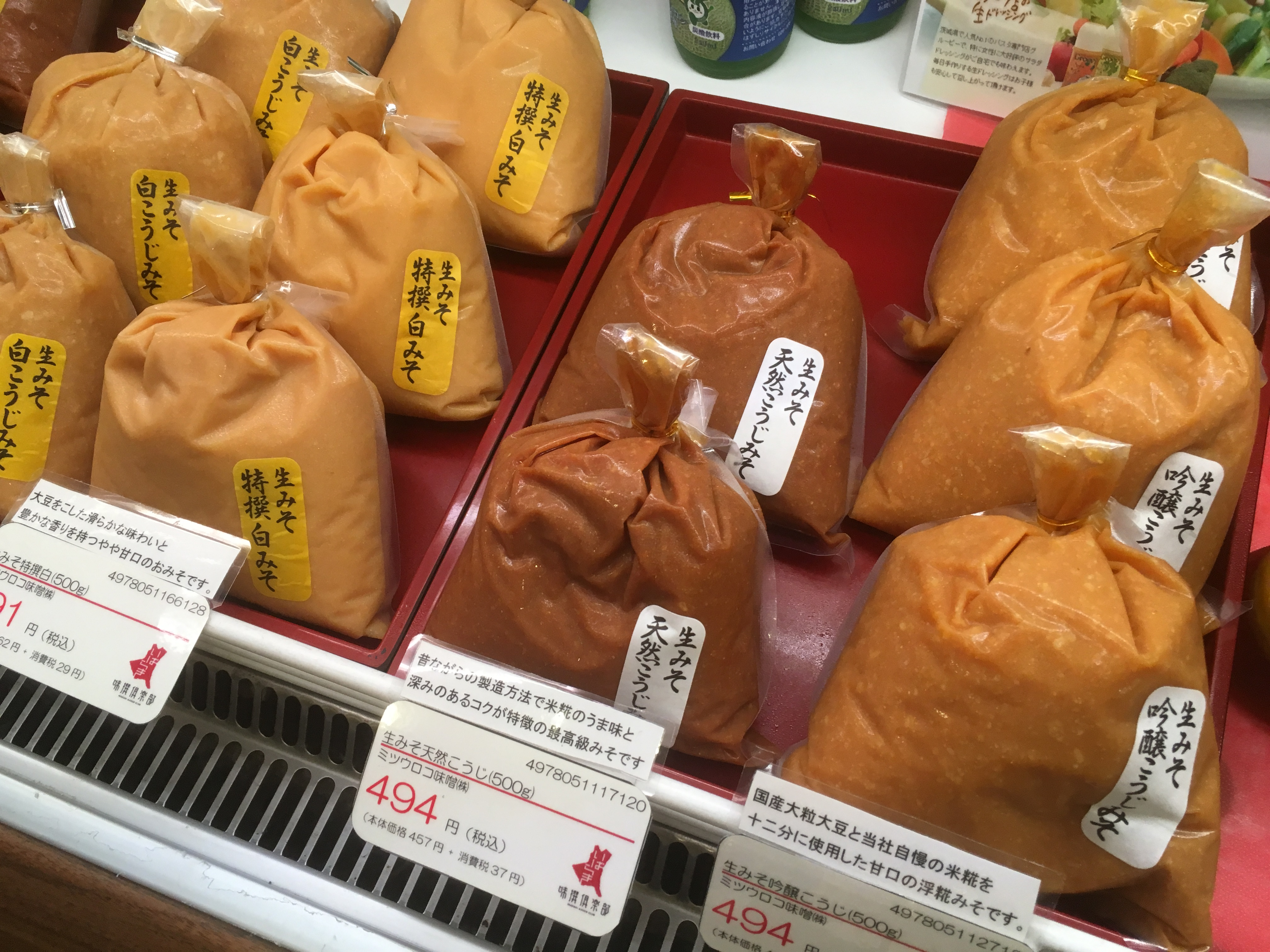
Verschiedene abgepackte Misosorten

### Einteilung nach Geschmack
Scharfes Miso wird als Kara-miso (辛味噌 ‚scharfes Miso‘) und süßes Miso als Ama-miso (甘味噌 ‚süßes Miso‘) bezeichnet.

## Geschmack
Der Geschmack von Miso ist salzig und hat eine starke Umami-Note. Der Umami-Geschmack entsteht durch proteinabbauende Enzyme, welche enthaltene Proteine in Aminosäuren zerlegen. Die Aminosäuren liegen als Ionen vor, und zwei davon (Glutaminsäure und Asparaginsäure bzw. ihre Ionen Glutamat und Aspartat) binden auf der menschlichen Zunge an den Glutamatrezeptor, der aus den beiden Teilen T1R1 und T1R3 besteht.
Bei den helleren Sorten ist die Fermentationsdauer meist kürzer und sie enthalten einen höheren Anteil an Stärke aus Getreiden, was sich nach Spaltung durch Amylasen zu Glucose in einem Süßgeschmack niederschlägt. Daneben löst Miso durch enthaltene Proteinfragmente über die Aktivierung des Rezeptors CaSR einen Kokumi-Geschmack auf der menschlichen Zunge aus. Mit einem pH-Wert zwischen 5 und 6 ist Miso leicht sauer. Miso kann bitter werden, wenn es zu lange gekocht wurde, wenn es oxidiert oder verdorben ist, oder in Verbindung mit Säuren.

## Geruch
Typisch für den Geruch von Miso sind malzige, krautige, schwefelige und Röstaromen. Insgesamt wurden 41 Geruchsstoffe in erhitztem Sojabohnen-Miso identifiziert. In Reis-Miso wurden bis zu 200 Geruchsstoffe bestimmt. Ein hervortretender Geruchsstoff in Miso ist 2-Furanmethanthiol (kaffeeartiger Geruch). Weiterhin werden bei der Fermentation die Furanone 4-Hydroxy-2(oder 5)-ethyl-5(oder 2)-methyl-3(2H)-furanon (HEMF) und 4-Hydroxy-2,5-dimethyl-3(2H)-furanon (HDMF) gebildet, von denen HEMF (kuchenartiger, süßlicher Geruch) wichtig für die Geruchsbewertung von Reis-Miso ist. In Reis-Miso werden die Röstaromen 4-Ethylguajacol und insbesondere bei Erhitzung während der Fermentation Methional gebildet. Gerstenmiso enthält die Geruchsstoffe Ferulasäure und Vanillinsäure.

## Zusammensetzung
| Nährwerttabelle von Reis-Miso pro 100 g (und Anteil am Tagesbedarf) | Nährwerttabelle von Reis-Miso pro 100 g (und Anteil am Tagesbedarf) |
| ------------------------------------------------------------------- | ------------------------------------------------------------------- |
| Energie                                                             | 908 kJ = 217 kcal                                                   |
| Kohlenhydrate                                                       | 37,9 g                                                              |
| Ballaststoffe                                                       | 5,6 g                                                               |
| Wasserlösliche Ballaststoffe                                        | 0,3 g                                                               |
| Unlösliche Ballaststoffe                                            | 5,3 g                                                               |
| Fette                                                               | 3,0 g                                                               |
| Gesättigte Fettsäuren                                               | 0,49 g                                                              |
| Einfach ungesättigte Fettsäuren                                     | 0,52 g                                                              |
| Mehrfach ungesättigte Fettsäuren                                    | 1,84 g                                                              |
| Proteine                                                            | 9,7 g                                                               |
| Wasser                                                              | 42,6 g                                                              |
| Vitamine                                                            |                                                                     |
| Thiamin (B1)                                                        | 0,05 mg (4 %)                                                       |
| Riboflavin (B2)                                                     | 0,10 mg (8 %)                                                       |
| Niacin (B3)                                                         | 1,5 mg (10 %)                                                       |
| Vitamin B6                                                          | 0,04 mg (3 %)                                                       |
| Folsäure (B9)                                                       | 21 μg (5 %)                                                         |
| Vitamin B12                                                         | 0,1 μg (4 %)                                                        |
| Vitamin E                                                           | 0,3 mg (2 %)                                                        |
| Vitamin K                                                           | 8 μg (8 %)                                                          |
| Biotin (B7)                                                         | 5,4 μg                                                              |
| Mineralstoffe                                                       |                                                                     |
| Natrium                                                             | 2400 mg (160 %)                                                     |
| Kalium                                                              | 340 mg (7 %)                                                        |
| Calcium                                                             | 80 mg (8 %)                                                         |
| Magnesium                                                           | 32 mg (9 %)                                                         |
| Phosphor                                                            | 130 mg (19 %)                                                       |
| Eisen                                                               | 3,4 mg (26 %)                                                       |
| Zink                                                                | 0,9 mg (9 %)                                                        |
| Kupfer                                                              | 0,22 mg (11 %)                                                      |
| Selen                                                               | 2 μg (3 %)                                                          |

Hauptsächliche Inhaltsstoffe des Miso sind Wasser, Salz, pflanzliche Proteine, Aminosäuren, Isoflavone, Cholin und Lecithin. Der Kochsalzanteil beträgt 5 % bei low-salt miso und bis zu 15,4 % bei high-salt miso. Die Umami-geschmacksauslösenden Stoffe der Glutamate sind zu 1,9 % und Aspartate zu 1,2 % Massenanteil enthalten. Ein hoher Gehalt an Vitamin B12 in Miso wurde fälschlicherweise beschrieben, aber Vitamin B12 kommt nur in geringen Mengen natürlich in Miso vor: 0,25 μg pro 100 g in Gerstenmiso und 0,15 μg pro 100 g in Reismiso, bei einem Tagesbedarf des Menschen von 2,5 μg Vitamin B12.

## Verwendung
In der japanischen Küche wird Miso in verschiedenen Speisen verwendet, z. B. Misosuppe, Huba-Miso, Nanban-Miso (Kagura-Nanban-Miso, aus Niigata-ken), Öl-Miso (von den Nansei-Inseln), Imogarawa (konserviertes Lebensmittel aus der Sengoku-Zeit), Miso-Oden (gekochtes Konjak mit Miso bestrichen), in Hatchō-Misosuppe gekochte Udonnudeln (aus der Aichi-Präfektur), Miso-Ramen (z. B. Sapporo-Ramen, Shinshū-Miso-Ramen), Linching (aus rohem Fisch und Miso), Miso-Katsudon (Schnitzel mit roter Misosauce), Saikyō-Yaki (Kabeljau mit weißer Misosauce mariniert und gebacken), Ishikari-Nabe (Feuertopf mit Lachs und anderem aus Hokkaido), Dote-Nabe (Feuertopf mit Austern aus der Hiroshima-Präfektur), Miso-Dengaku (Tofu am Spieß gegrillt mit rotem Miso), Furofuki (gekochte oder gedämpfte Gemüse mit Miso), Oteyaki (Rindfleisch in Misosauce gekocht aus der Ōsaka-Präfektur). Weiterhin wird Miso in Süßigkeiten und Desserts verwendet, z. B. Gohei-Mochi, Miso-Matsukaze (Gebäck), Miso-Manjū, Miso-An (weiße Bohnenpaste mit Miso, für Kashiwa-Mochi u. a.), Miso-Senbei, Miso-Karinto und Miso-Brot.

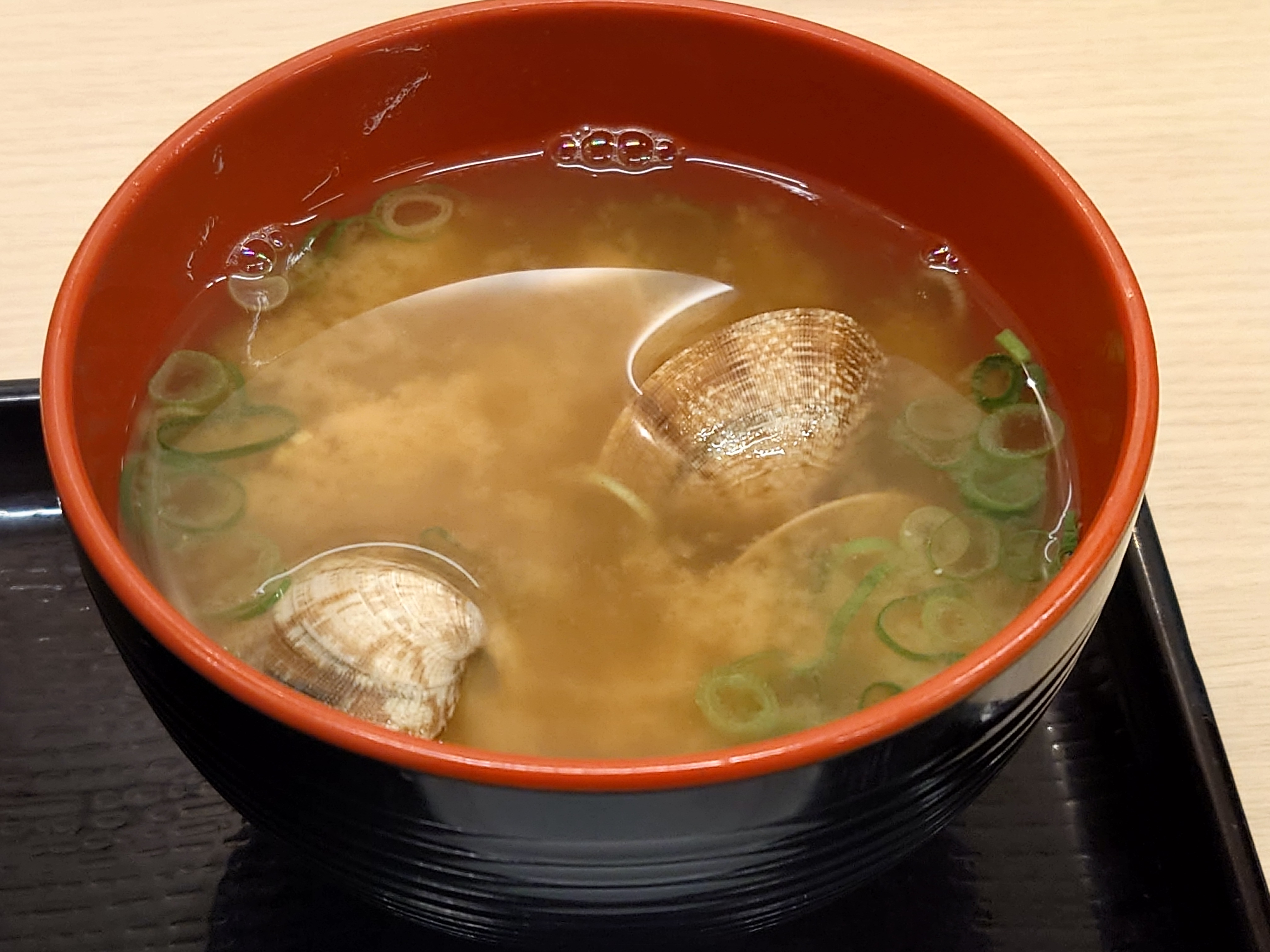
Misosuppe mit Venusmuscheln
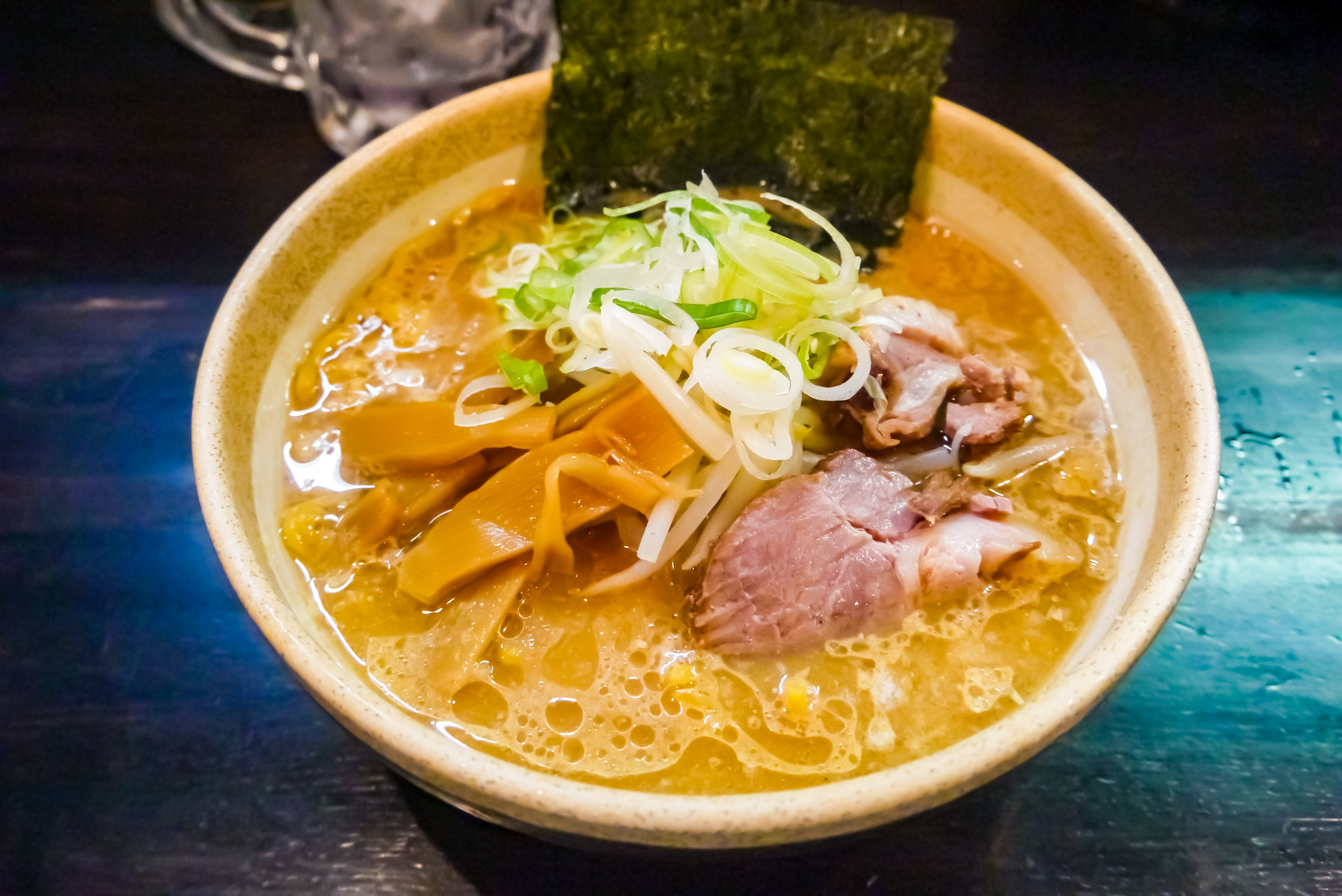
Miso-Ramen
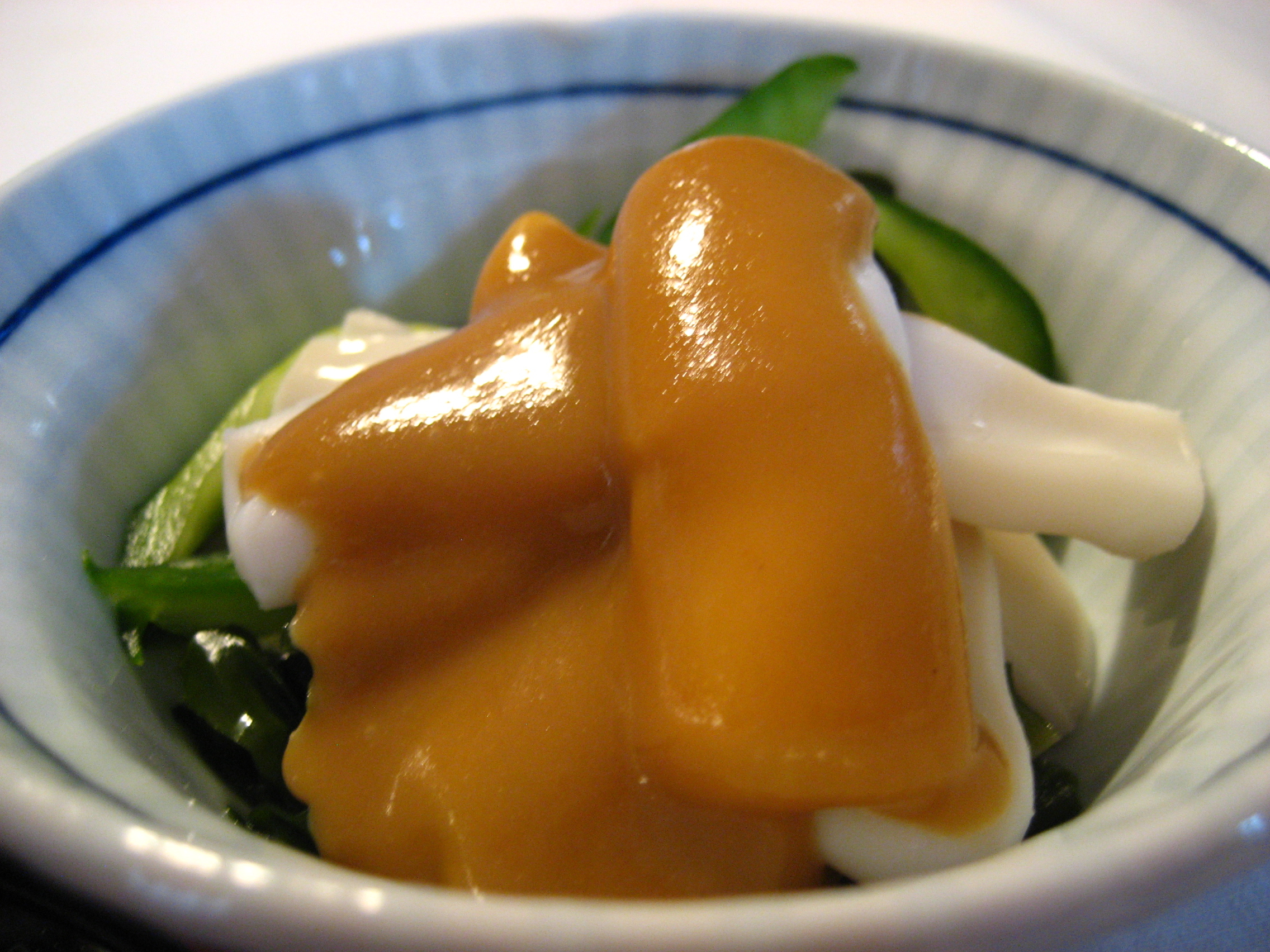
Kalmar und Salatgurke mit weißer Misosauce
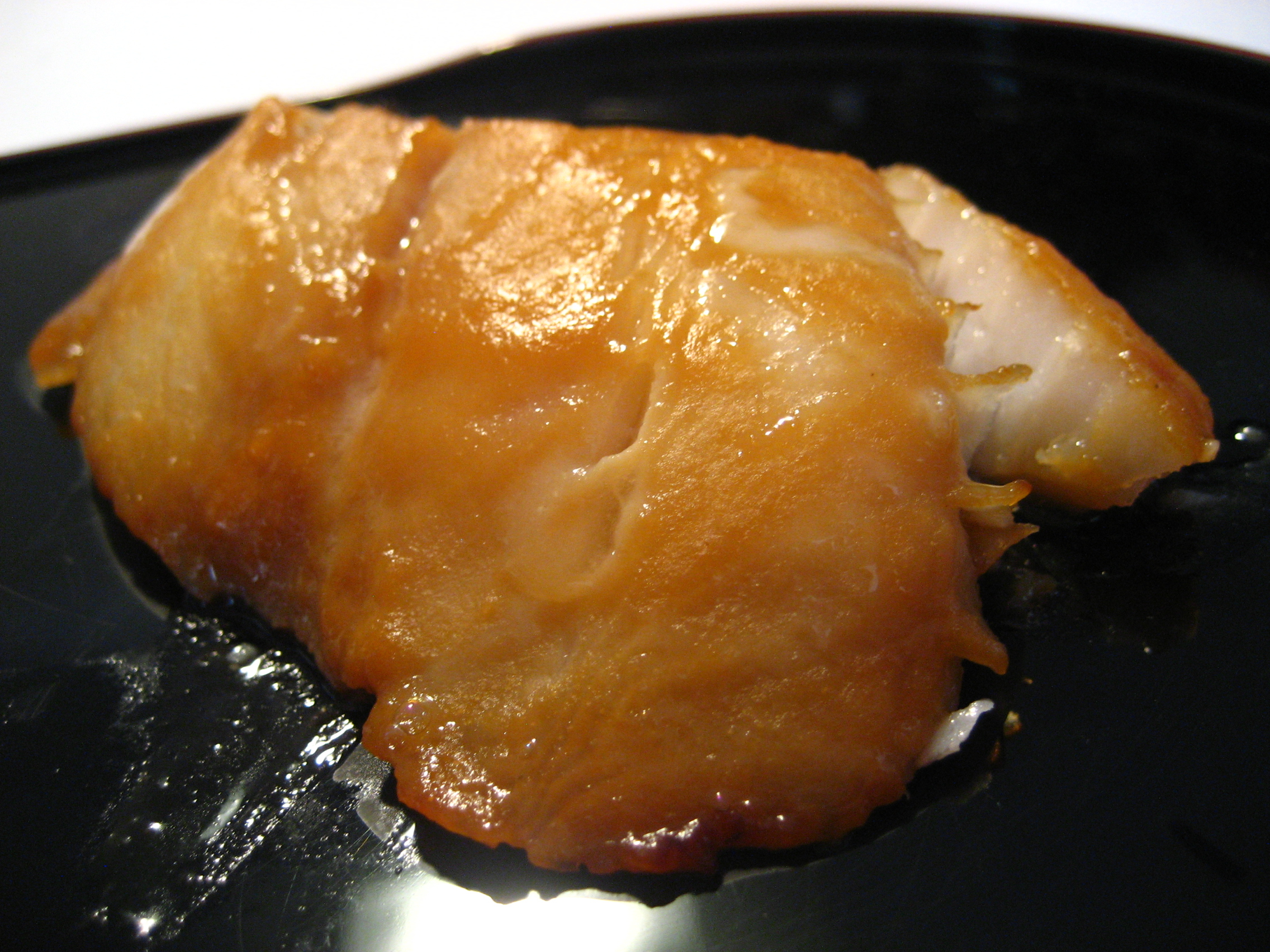
Kabeljau mit weißer Misomarinade gebacken (Saikyō-Yaki)
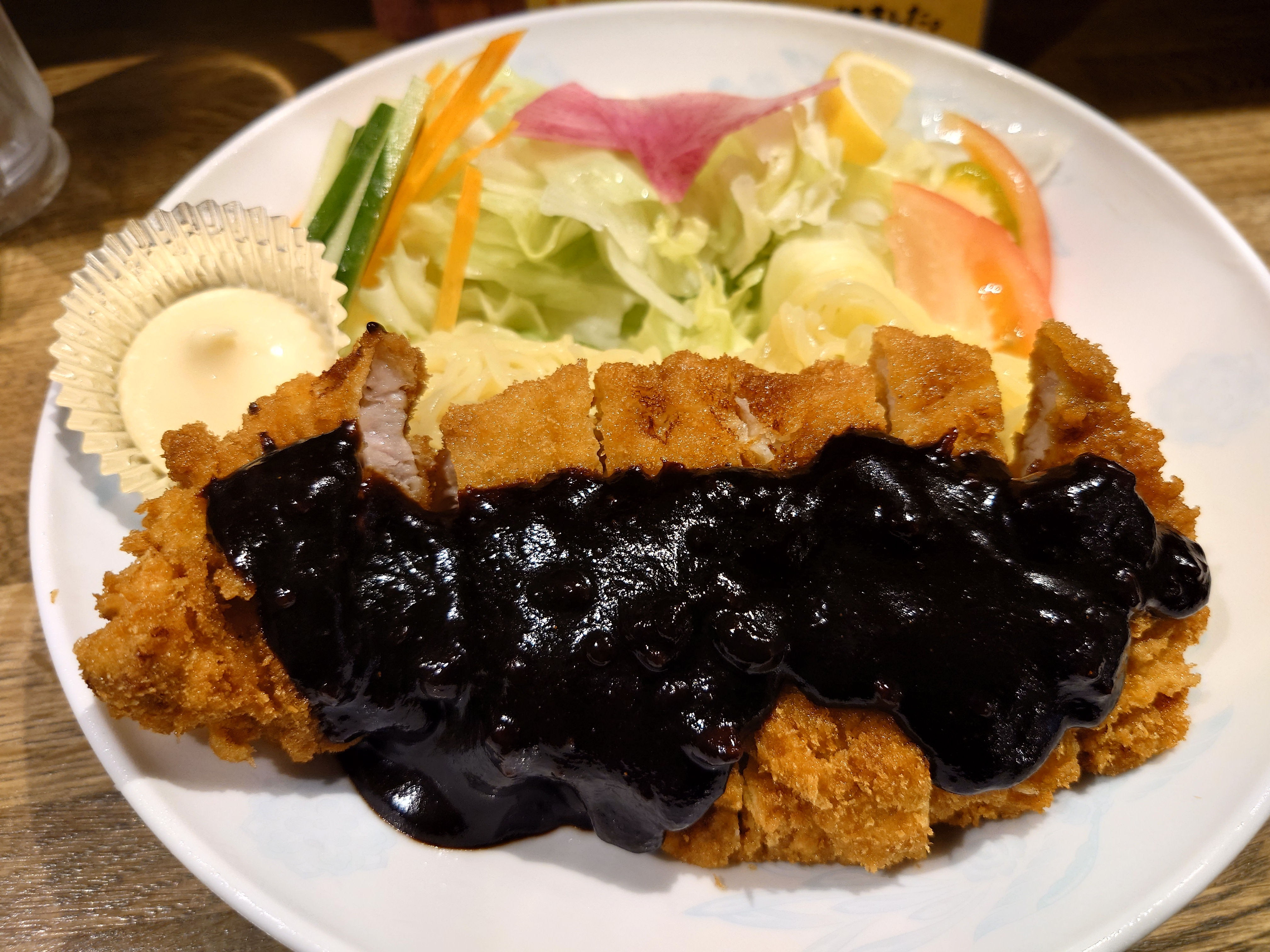
Japanisches Schnitzel (Tonkatsu) mit Hatchō-Misosauce
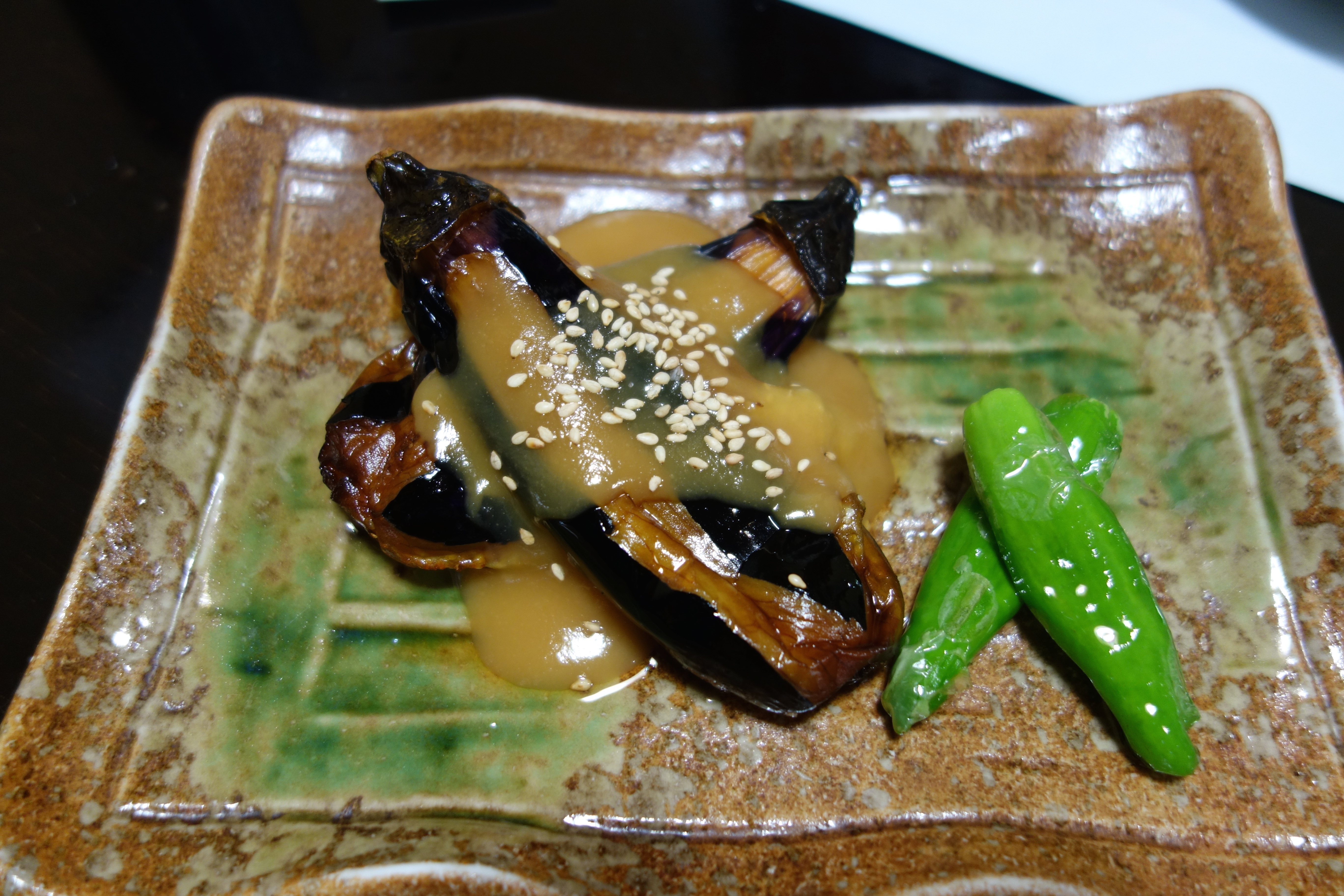
Gebackene Aubergine mit Misosauce (Nasu Dengaku)
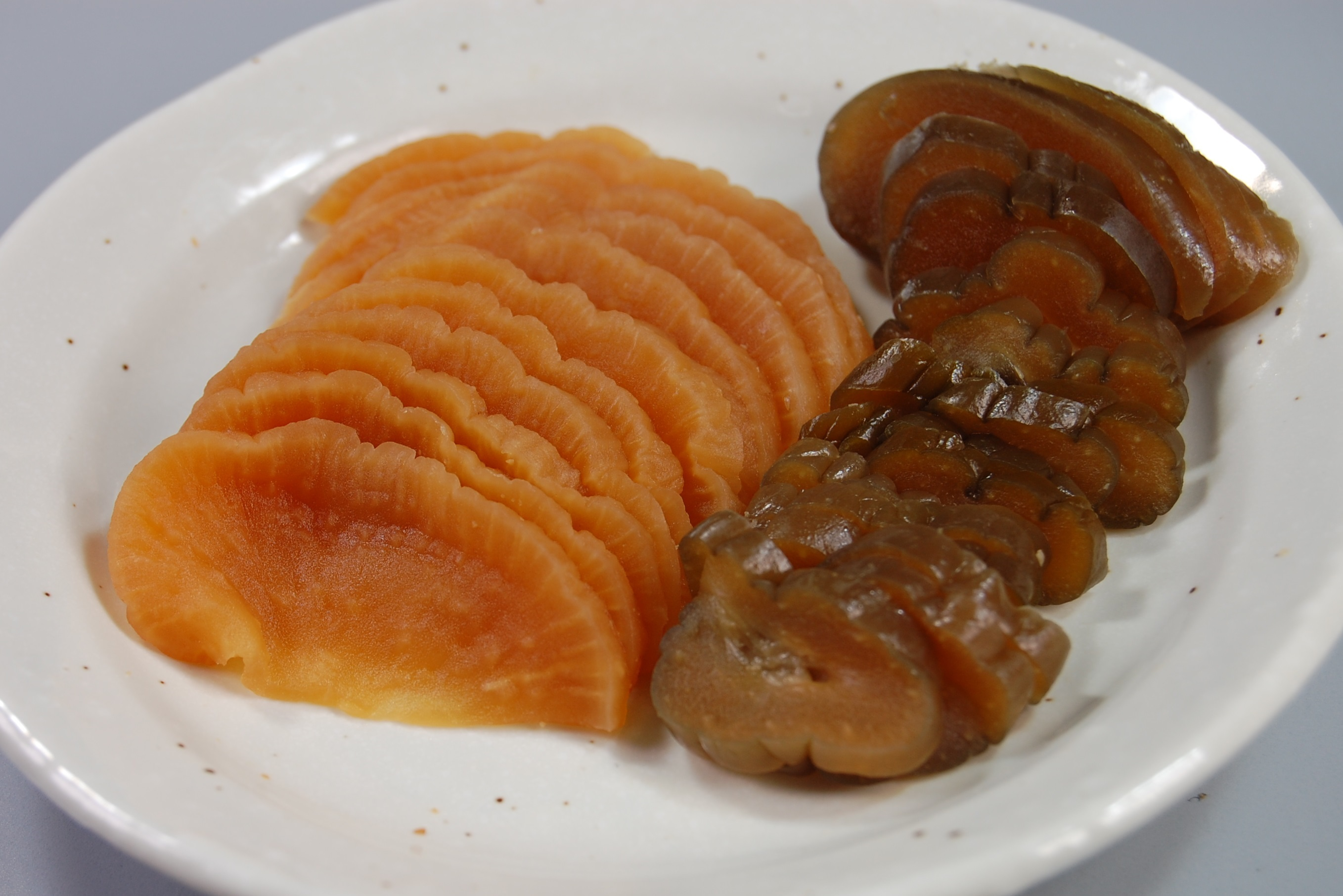
In Miso eingelegter Daikon und Salatgurke (Misozuke)
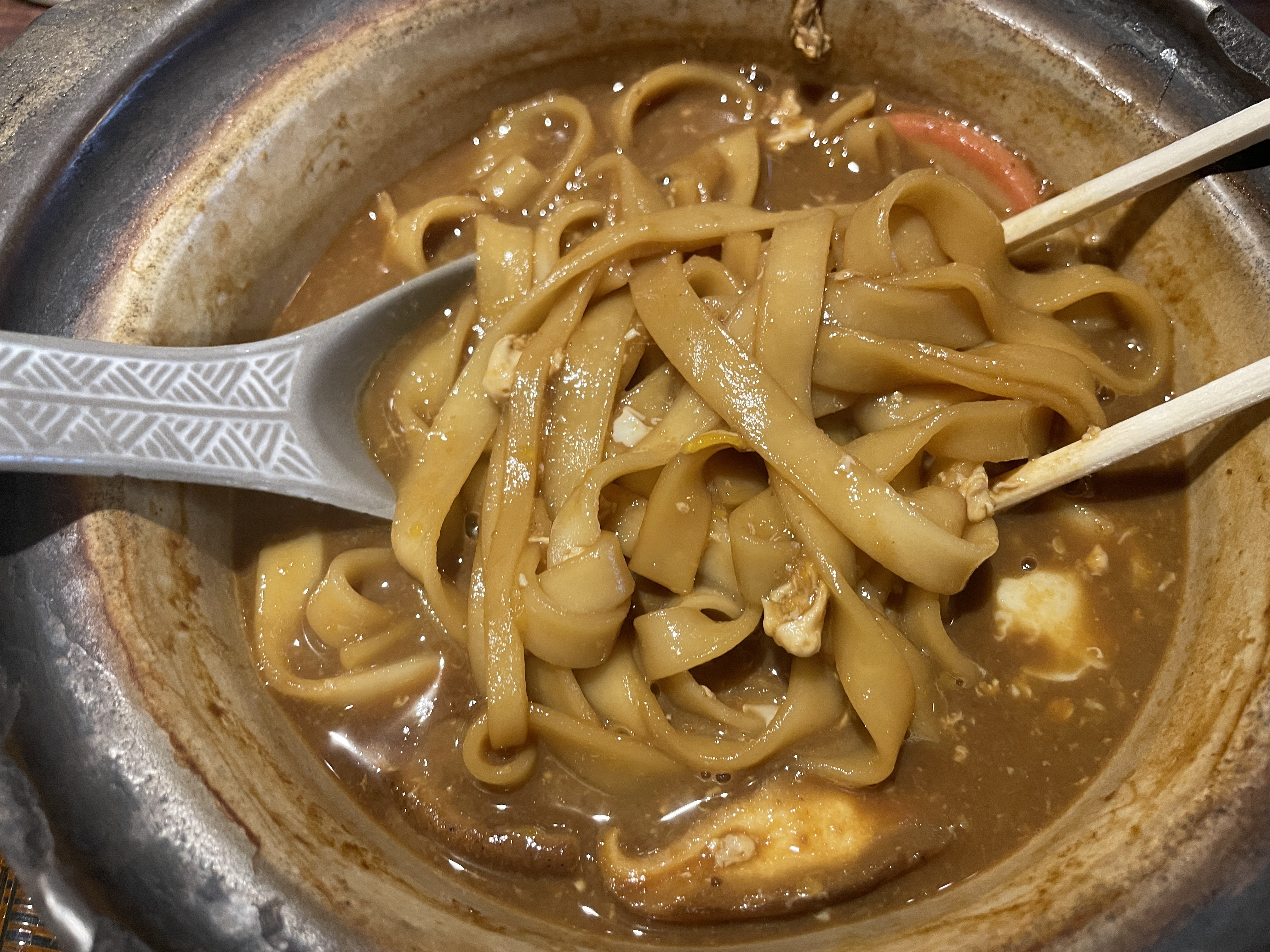
Udon-Nudeln mit Misosauce (Misonikomi-Udon)
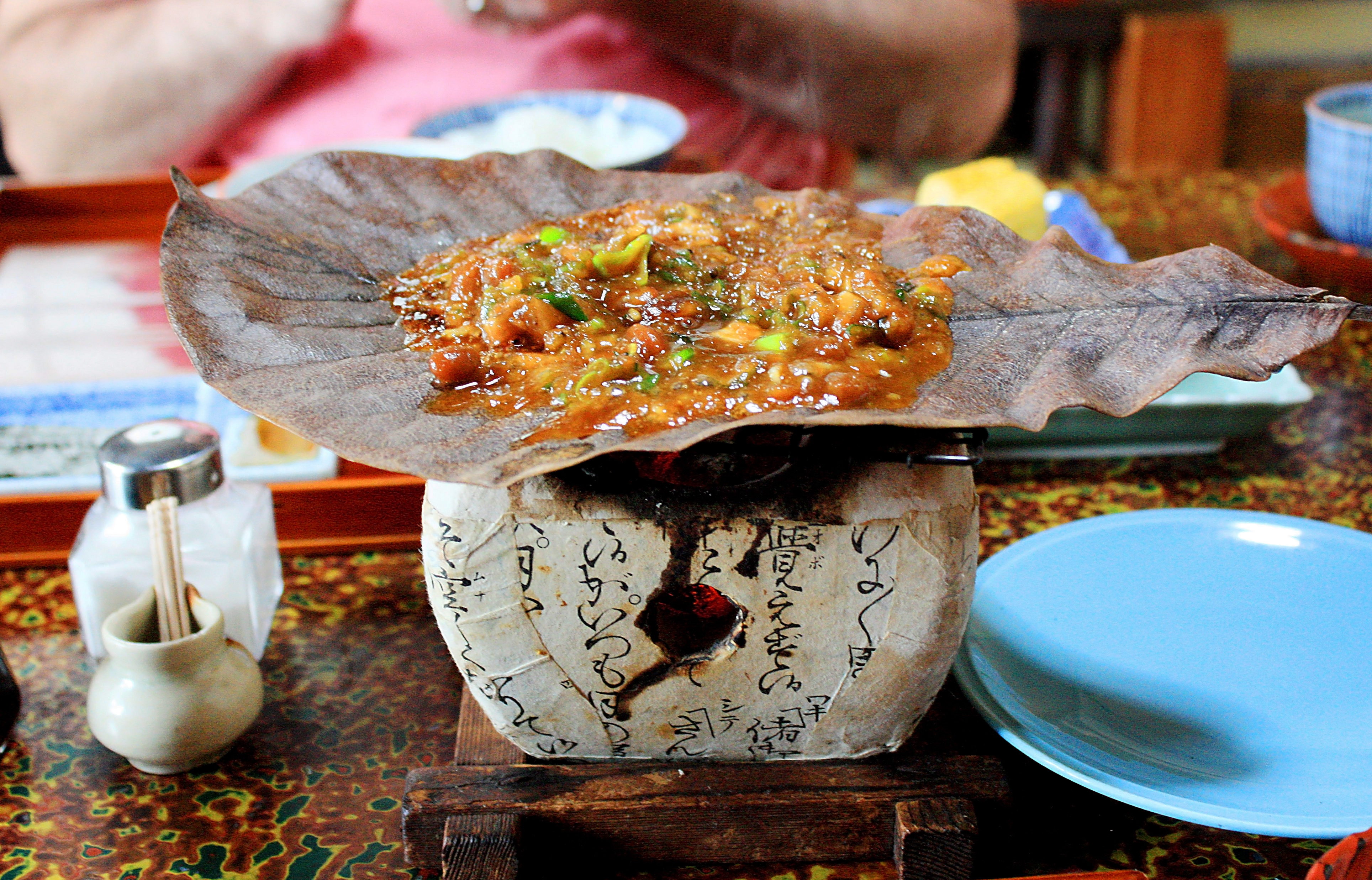
Miso mit Lauch und Shiitake (Hoba-Miso)
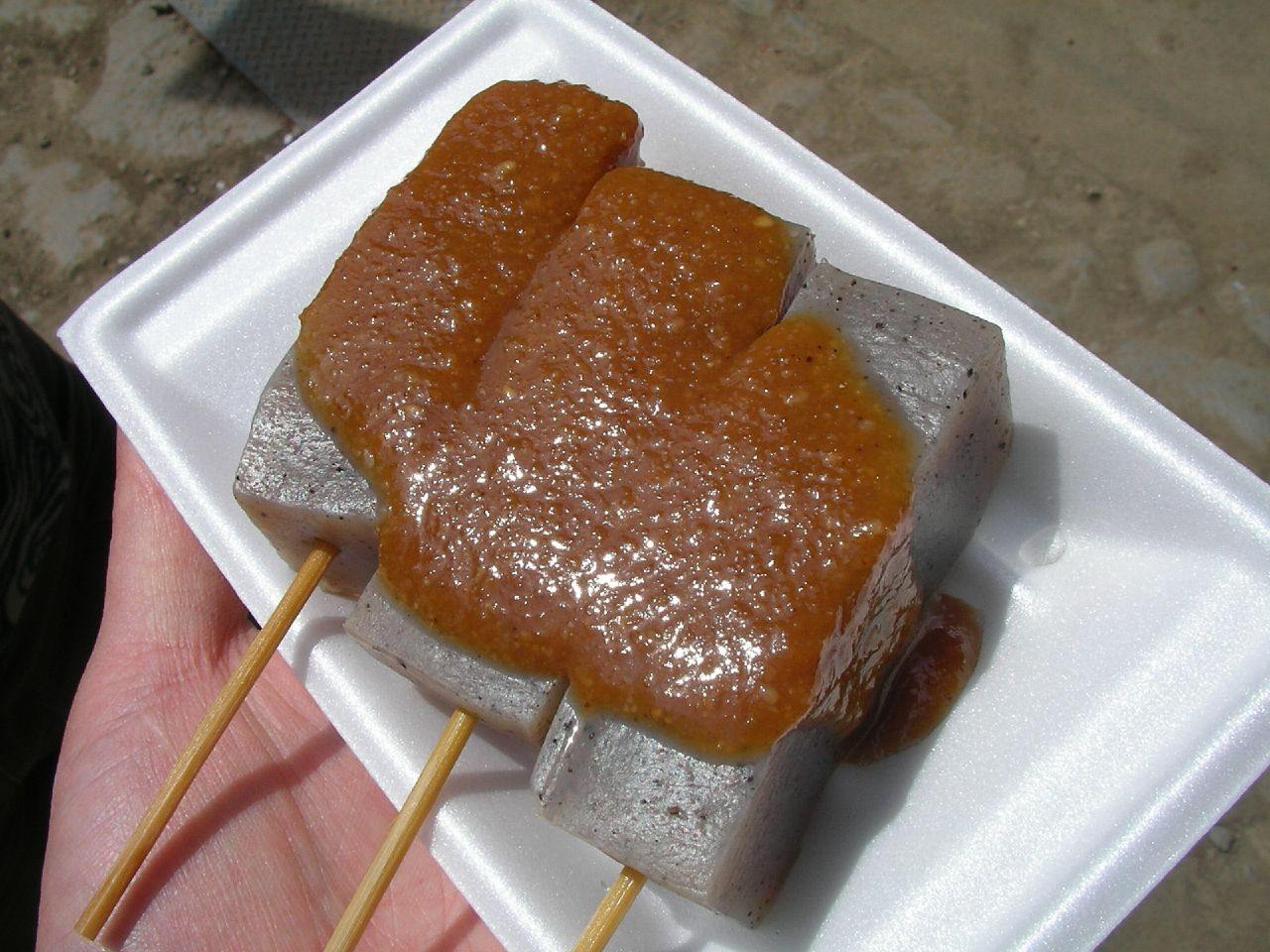
Konjak mit Miso (Miso-Oden)

## Gesundheit
Miso enthält nach der Fermentation nur noch geringe Mengen an Allergenen der Sojabohne. In manchen Misoprodukten sind die biogenen Amine Histamin und Tyramin enthalten, die bei gleichzeitiger Einnahme von MAO-Hemmern kontraindiziert sind. Mögliche negative Auswirkungen auf die Gesundheit werden bei Magenkrebs untersucht. Mögliche positive Auswirkungen auf die Gesundheit werden bei der Alzheimer-Krankheit und bei der Parkinson-Krankheit sowie bei Übergewicht, Diabetes mellitus und Herz-Kreislauf-Erkrankungen untersucht.

## Herstellung
Die Fermentation des Misos erfolgt analog zur Herstellung von Sojasauce in zwei Phasen, einer Kōji-Phase (Maischephase ohne Salzlake) und einer Moromi-Phase (Maische mit Salzlake und gedämpften oder gekochten Sojabohnen). Zur Herstellung wird eine Mischung aus gedämpften Sojabohnen verwendet, je nach Sorte zusammen mit gedämpftem oder gekochten und gelegentlich geschrotetem Getreide, z. B. Reis oder Gerste. Die Fermentationsprodukte bestimmen Farbe, Aroma und Würze des Misos. Wie bei anderen Fermentationen beeinflussen zahlreiche Faktoren das Endprodukt: die Temperatur und Feuchtigkeit, wenn die Bohnen erstmals eingemaischt werden, das Wetter in den folgenden Monaten, das Material der Fässer, der Raum und seine Oberflächen und die verwendeten Ausgangsstoffe. Traditionell wurde Miso in mit Steinen beschwerten Fässern fermentiert, um Luftblasen herauszupressen, die das Wachstum von unerwünschten Mikroorganismen (insbesondere von Bacillus sp.) begünstigen. Heutzutage erfolgt die Herstellung meist in Feststoff-Bioreaktoren. Weniger als 5 % der Produktionsmenge wurden 2004 traditionell hergestellt. Im Jahr 2022 wurden in Japan 468.000 Tonnen Miso hergestellt, im Vergleich zu 974.000 Tonnen im Jahr 1962. In Japan machte 2021 Reis-Miso etwa 80 % der Produktionsmenge von Miso aus. Aus Japan exportiertes Miso wurde 2006 zu 47 % in die USA, zu 31 % in Asien (ohne Japan), zu 15 % in Europa und zu 7 % im Rest der Welt verkauft. Daneben wird Miso seit 1975 auch außerhalb Japans hergestellt, zuerst in den USA. Seit 2018 wird es zunehmend außerhalb Japans verwendet.

### Reis-Miso
Zur Vorbereitung der Fermentation wird Reis gelegentlich zuerst gemälzt oder geröstet. Anschließend wird der Reis 40–60 Minuten mit gesättigtem Wasserdampf gedämpft, um die enthaltene β-Stärke in α-Stärke umzuwandeln, die für Enzyme leichter zugänglich ist. Die Fermentation zu Reis-Kōji beginnt in der 42–48 Stunden dauernden ersten Phase durch Zugabe gelben oder seltener grünen Kōjis bzw. durch die darin enthaltenen Schimmelpilze Aspergillus oryzae oder seltener Aspergillus sojae. Während die Temperatur des gedämpften Reis und der gedämpften Sojabohnen bei der Beimpfung mit Schimmelpilzen bei 28–32 °C liegt, wird sie während der Kōji-Phase der Fermentation wegen des Temperaturoptimums bei 35–38 °C auf unter 40 °C gehalten. Bei manchen süßen und weniger salzigen Misosorten (weißes Kyoto-Miso, rotes süßes Edo-Miso) wird die erste Phase auf mehrere Tage ausgedehnt und auf die zweite Phase verzichtet. Die Temperatur liegt während dieser ausschließlichen ersten Phase bei bis zu 50 °C und der Salzgehalt mit 5–7 % deutlich niedriger als die sonst für Miso typischen 9–12 %.
Zur Vorbereitung der zweiten Phase der Fermentation werden Sojabohnen gewaschen, 15–17 Stunden in Wasser vorgequollen sowie gedämpft oder im Druckkessel gekocht. Nach dem Vorquellen sollten die Sojabohnen das 1,5- bis 1,6-fache Gewicht aufweisen. Die gegarten Sojabohnen werden auf 5–6 mm Korngröße geschrotet. Der anschließende Vorgang der Vereinigung aller Zutaten wird in Japan als shikomi bezeichnet. In der von einem Monat bis wenige Jahre dauernden zweiten Phase der Fermentation wird das Kōji mit Salzlake und salzliebenden Milchsäurebakterien (wie Tetragenococcus halophilus) und salztoleranten Hefen (wie Zygosaccharomyces sp., insbesondere Zygosaccharomyces rouxii, später auch Candida versatilis und Candida etchellsii) versetzt. Diese Hefen und Milchsäurebakterien übernehmen die zweite Phase der Fermentation. Die fermentierende Mischung wird sporadisch umgefüllt (｢天地ガエシ tenchi-gaeshi ‚Rückkehr zu Himmel und Erde‘), um eine gleichmäßige Fermentation zu gewährleisten. Die Temperatur wird in der zweiten Phase bei 25–30 °C gehalten.

### Gersten-Miso
Gersten-Miso wird nach dem gleichen Prinzip wie Reis-Miso hergestellt, mit einigen Abweichungen. Gerste verklebt nach dem Vorquellen und dem Garen, wodurch sie mechanisch aufgebrochen werden muss, um eine gleichmäßige Fermentation zu erreichen. Gerste neigt stärker zu Fehlfermentation durch Kontaminationen mit unerwünschten Bakterien. Die Temperatur bei der Fermentation von Gersten-Kōji liegt mit 30–33 °C meist 2–5 °C niedriger als bei Reis-Miso. Gersten-Miso wird in zwei Sorten nach ihrer Farbe eingeteilt, helles Gersten-Miso mit einem höheren Anteil an Gersten-Kōji, 9–11 % Salz und kürzerer Fermentationsdauer, und rotes Gersten-Miso mit einem geringeren Anteil an Gersten-Kōji, 10–12 % Salz und längerer Reifungsdauer.

### Sojabohnen-Miso
Sojabohnen-Miso wird im Gegensatz zu Reis- oder Gersten-Miso nur mit Sojabohnen, Salzlake und Mikroorganismen hergestellt, besitzt aufgrund der längeren Fermentationsdauer und des höheren Proteinanteils eine dunklere Farbe und hat aufgrund des geringeren Stärkeanteils einen weniger süßen Geschmack. Meistens werden die gegarten Sojabohnen zu Kugeln mit einem Durchmesser von 15–40 mm geformt und mit Sojabohnen-Kōji beimpft. Die Temperatur beträgt beim Animpfen meist 27–28 °C. Danach wird die Temperatur auf 35–37 °C erhöht und in der Endphase bei 33–35 °C gehalten. Durch höhere Temperatur verkürzt sich die Fermentationsdauer von 6–12 Monaten auf 4–6 Monate.

## Geschichte

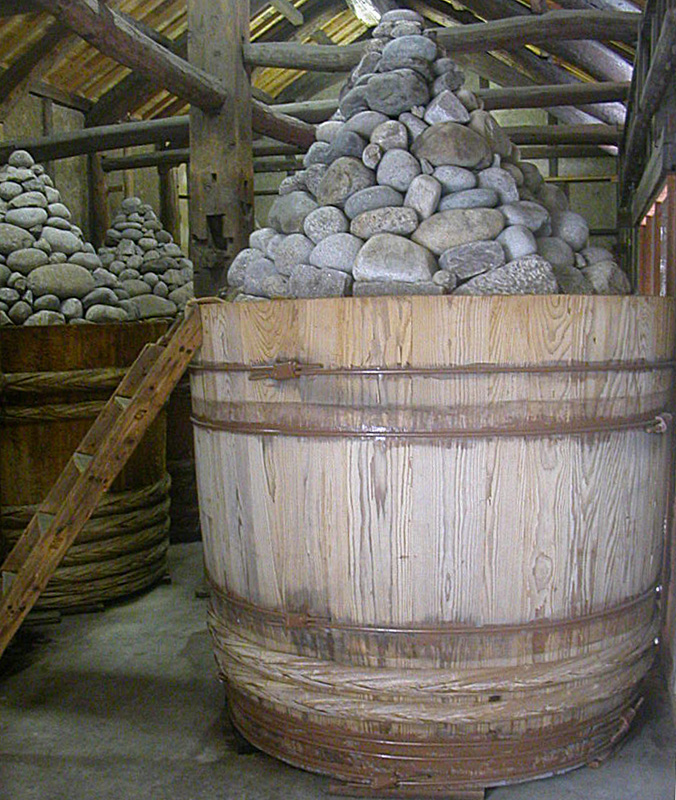
Mit Steinen beschwerte Miso-Bottiche

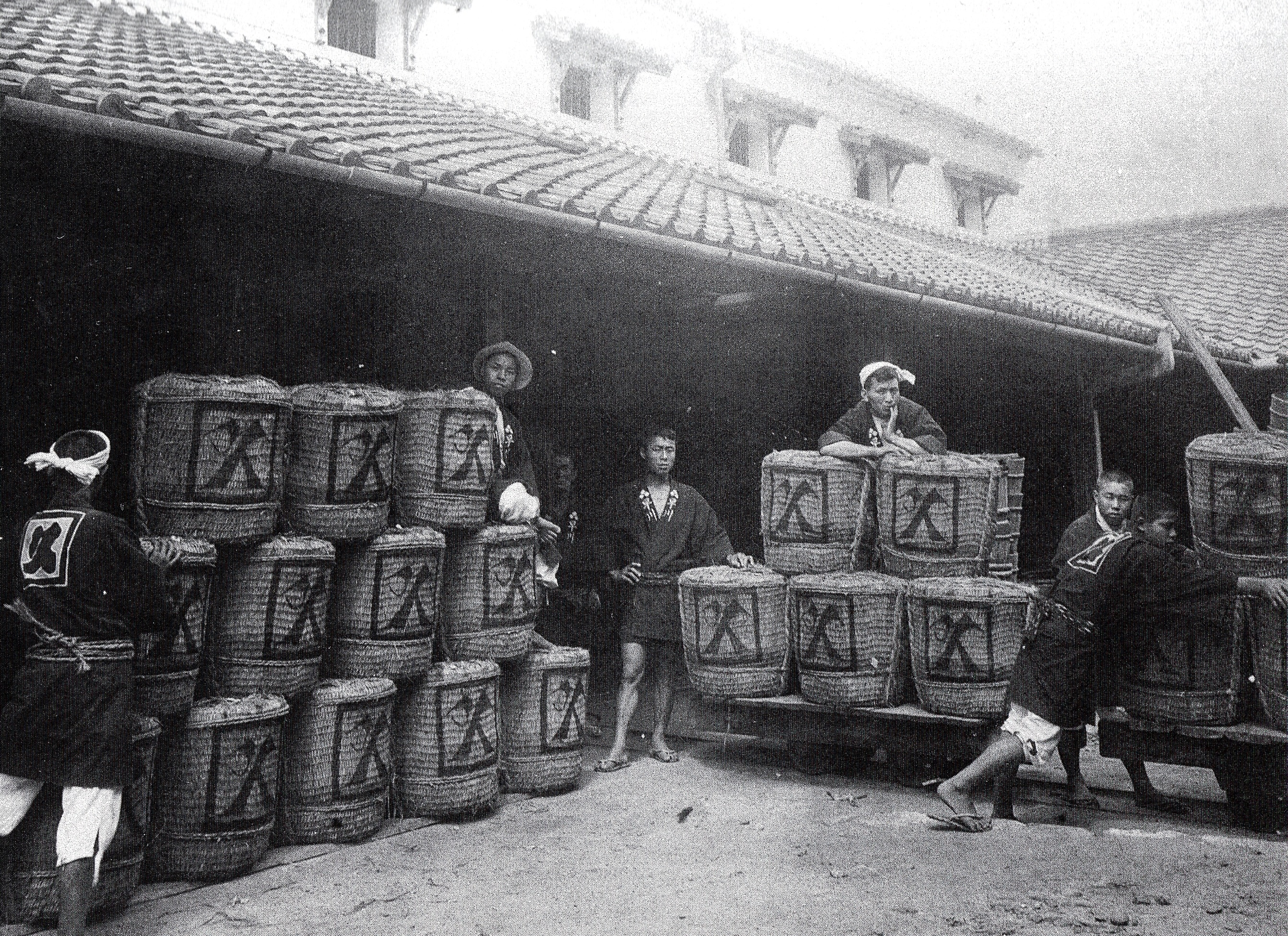
Transportbereites Hatcho-Miso (1910)

Die Ursprünge von Miso sind nicht klar definierbar, aber es scheint gesichert, dass die Paste entweder aus Korea oder China nach Japan kam. Manche Historiker datieren dies auf die Zeit kurz vor der Einführung des Buddhismus in Japan, also in die Jahre zwischen 540 und 552.
Die ersten schriftlichen Aufzeichnungen, die das Vorhandensein von Miso in Japan bestätigen, stammen aus der Nara-Zeit (710–784). Im Jahr 760 wurden Notizen, die sich auf fermentierte Lebensmittel beziehen, in einem Sammelband (Man’yōshū) hinterlassen, der frühe japanische Lieder und Gedichte enthält. In den folgenden Jahren wurden für die Herstellung der Miso-Paste immer weniger Sojabohnen verwendet; stattdessen nahm der Anteil von Reis oder Gerste zu. Das Werk Ryounoshuge aus dem 9. Jahrhundert beschreibt neben Institutionen und Methoden die Herstellung von Mishou mit einer Starterkultur namens Kikushimai. Das chinesische Schriftzeichen für Shi bedeutet Pflanzensamen. Der Name wandelte sich von Hishio für Bohnen zu Misho und später zu Miso.
Während der Kamakura-Zeit (1185–1333) wurde Miso Teil des empfohlenen buddhistischen Lebensstils zur gesunden und ausgewogenen Ernährung. Als Hungersnöte das Land heimsuchten, wurde – oft auch prophylaktisch – mehr und mehr Miso als Lebensretter eingelagert. Erst in der folgenden Muromachi-Zeit (1336–1568) wurde durch den Ausbruch von sozialen Missständen und Bürgerkriegen in Japan das große Potenzial von Miso als nahrhaftes Lebensmittel für die Versorgung der Samurai erkannt. Takeda Shingen veranlasste aus diesem Grund seine Gefolgschaft und die ihm Verständnis entgegenbringenden Bauern dazu, seine Ländereien mit Sojabohnen zu bepflanzen und sie zu Miso zu verarbeiten. Während des 16. Jahrhunderts entstanden erste Geschäfte, die die verschiedenen regionalen Miso-Pasten anboten. Die Paste wurde für das japanische Volk verfügbar und durch sinkende Preise erschwinglich.
In der Edo-Zeit (1603–1867) stieg der Verbrauch von Miso weiter an. Dennoch wehrten sich die vielen kleinen Miso-Hersteller dagegen, sich zu größeren Betrieben zusammenzuschließen. Auf der einen Seite war der Transport über lange Strecken beschwerlich, wodurch lokale Anbieter eine wirtschaftliche Überlebenschance hatten; auf der anderen Seite gehörte es zur Tradition, Miso selbst im Kreise der Familie herzustellen und einzulagern.
Zu dieser Zeit revolutionierten europäische Forscher das Feld der Fermentation in Japan, indem sie wirkungsvolle Werkzeuge und Methoden einführten. Der erste messbare Fortschritt war im Jahr 1904 die Extraktion und Vervielfältigung des Kōji-Pilzes (Aspergillus flavus var. oryzae), der das sogenannte Starterferment für die Miso-Produktion darstellt. Einen Rückschlag für die Weiterentwicklung stellten die Jahre des Zweiten Weltkriegs dar, wobei die Herstellung und der Verkauf stark reglementiert wurden. So wurden staatlich festgeschriebene Preise und Qualitäten festgelegt: Auf dem Markt wurden ausschließlich die drei Sorten Reis-, Gersten- und Sojabohnen-Miso in den Qualitätsstufen exzellent und mittel angeboten. Mit der anschließenden Modernisierung der Produktionsprozesse wurden die regionalen Hersteller und ihr traditionelles Miso stark verdrängt. Nur wenige sind ihren hölzernen Gefäßen und Werkzeugen treu geblieben. Im Jahr 2025 wurde erstmals Miso im Weltall (auf der ISS) hergestellt.
In Japan gibt es zwei Miso-Museen der Firmen Hatcho Miso (Firmenlogo lautet auf Kakukyu カクキュー) in Okazaki und Takeya Miso (Firmenlogo lautet タケヤみそ, Unternehmensname lautet 株式会社竹屋 Kabushiki·kaisha Takeya, englisch Takeya Miso Co., Ltd.) in Suwa. Organisationen zum Thema Miso sind die National Federation of Miso Industrial Cooperatives (Verband der Misohersteller), das Miso Central Research Institute (Forschungsinstitut), die Miso Sommelier Accreditation Association (Zertifizierung für Miso-Sommeliers) und die Miso Soup Association (Verband der Misosuppenhersteller).

## Fußnote
1. ↑  Die historische Provinz Shinshū (信州), auch Provinz Shinano genannt, liegt in der heutigen Präfektur Nagano.